# Bruno Ilien
Bruno Ilien (* 7. Mai 1959 in Thionville) ist ein ehemaliger französischer Automobilrennfahrer.

## Karriere im Motorsport
Bruno Ilien fuhr in den 1980er- und 1990er-Jahren bevorzugt die beiden 24-Stunden-Rennen von Le Mans und Spa. In Le Mans debütierte er 1984 und erreichte mit dem 26. Gesamtrang 1993 seine beste Endplatzierung bei diesem Langstreckenrennen.
In Spa war sein erfolgreichstes Rennen 1994, als er gemeinsam mit Philippe Menage und Jean-Marie Pirnay Sechster wurde.

## Statistik

### Le-Mans-Ergebnisse
| Jahr | Team                 | Fahrzeug                  | Teamkollege      | Teamkollege     | Platzierung | Ausfallgrund    |
| ---- | -------------------- | ------------------------- | ---------------- | --------------- | ----------- | --------------- |
| 1984 | Christian Bussi      | Rondeau M382              | Jack Griffin     | Christian Bussi | Ausfall     | Gaspedalbruch   |
| 1993 | Team Paduwa          | Porsche 911 Carrera 2 Cup | Alain Gadal      | Bernard Robin   | Rang 26     |                 |
| 1996 | Elf Haberthur Racing | Porsche 911 GT2           | Michel Neugarten | Toni Seiler     | Ausfall     | Getriebeschaden |